# 山川典二のJAZZ LIFE
『山川典二のJAZZ LIFE』（やまかわのりじのジャズライフ）は、ラジオ沖縄の音楽番組。

## 概要
2010年4月に放送を開始し、2023年9月に第700回を迎えた長寿番組である。沖縄県浦添市に本社を置く調剤薬局チェーン店「レ・ネットグループ」の加盟薬局9店舗が共同で協賛している。
同番組は元NHKアナウンサーで、那覇市議会→沖縄県議会議員、音楽評論家を務める山川典二がパーソナリティを担当し、世界的に知られるジャズの演奏を、CDやレコード音源の紹介や、不定期でスタジオゲストを招いたトーク形式などを含めて放送している（大抵は同一テーマ・ゲストで前後編2回セット）。なお、山川は地方議会議員選挙に立候補した場合は公職選挙法により選挙運動期間は放送出演に制約がかかるため、ラジオ沖縄のアナウンサーら別のパーソナリティーが担当することがある。
番組開始当初、沖縄出身のジャズピアニスト・屋良文雄が死去したことを受けて、急遽彼とゆかりのある演奏家らをスタジオに招いて追悼特番が生放送されたことがあった。